# 루비나 딜라이크
루비나 딜라이크(Rubina Dilaik, 1987년 8월 26일 ~ )는 인도의 배우이다.